# Коя си ти?
„Коя си ти?“ (на испански: ¿Quién eres tú?) е колумбийско-мексиканска теленовела, копродукция на колумбийската компания RTI Producciones, мексиканската Телевиса и американската Univision от 2012 и 2013 г. Адаптация е на венецуелската теленовела от 1971 г. La usurpadora, създадена от кубинската писателка Инес Родена.
В главните роли са Лаура Кармине, изпълняваща положителна и отрицателна роля, и Хулиан Хил, в другите отрицателни роли са Линкълн Паломеке и Паула Барето. Специално участие вземат Марисол дел Олмо и Хорхе Као.

## Сюжет
Наталия и Вероника Гаридо са близначки, споделящи едно трагично минало. След разделянето им в детските години сестрите са се превърнали в двете страни на монетата – Вероника е извратена и зла жена, която се е омъжила за Фелипе Ескивел, наследник на престижна хотелска верига, за да има живот, пълен с лукс, докато Наталия е обикновена жена, имаща тежък живот, но успяла да запази благородството и щедростта в сърцето си.
Вероника, в съучастие с Лоренсо Ескивел, нейния девер и любовник, планира да избяга след кражба в семейния бизнес и не се колебае да прибегне до сестра си, която не е виждала в продължение на 14 години, която да я замести, за да може да избяга с любовника си. Планът се проваля, Наталия мисли, че Вероника е мъртва и решава, че трябва да продължи да се представя за нея, защото е влюбена във Фелипе.

## Актьори
- Лаура Кармине – Наталия Гаридо Перес / Вероника Гаридо де Ескивел
- Хулиан Хил – Фелипе Ескивел
- Марисол дел Олмо – Лусия Сабина де Бенитес
- Хорхе Као – Антонио Ескивел
- Исабел Кристина Естрада – Франсиска Роман
- Линкълн Паломеке – Лоренсо Ескивел
- Вивиана Серна – Габриела Ескивел
- Диана Пара – Ана
- Хосе Нарваес – Иван
- Паула Барето – Хулиета Селес
- Агмет Ескаф – Давид Сантамария
- Валентина Лискано – Флоренсия Монард
- Алфредо Анерт – Камило Бенитес
- Хосе Хулиан Гавирия – Лукас Ескивел Сабина
- Матилде Лематре – Лаура Белтран
- Марта Лиляна Руис – Емилия де Ескивел
- Франсиско Боливар – Урибе
- Мануел Антонио Гомес – Ромеро
- Хуан Давид Агудело – Федерико Варгас
- Педро Рендон – Карлос Санчес
- Джесика Санхуан – Моника Роман
- Луис Енрике Ролдан – Мануел Монард
- Татяна Ринейра – Барбара
- Родолфо Валдес – Саул
- Мария Ирене Торо – Анхела

## Премиера
Премиерата на Коя си ти? е на 12 ноември 2012 г. по Canal de las Estrellas. Последният 120. епизод е излъчен на 6 май 2013 г.

## Адаптации
- La usurpadora (1971), венецуелска теленовела, режисирана от Хуан Ламата. С участието на Марина Баура и Раул Амундарай.
- Домът, който откраднах (1981), мексиканска теленовела, режисирана от Маноло Гарсия и Димитри Сарас, продуцирана от Валентин Пимщейн. С участието на Анхелика Мария и Хуан Ферара.
- La intrusa (1986), венецуелска теленовела, режисирана от Луис Алберто Ламата. С участието на Мариела Алкала и Виктор Камара.
- Узурпаторката (1998), мексиканска теленовела, режисирана от Беатрис Шеридан, продуцирана от Салвадор Мехия. С участието на Габриела Спаник и Фернандо Колунга.
- Узурпаторката (2019), мексиканска теленовела. С участието на Сандра Ечеверия и Андрес Паласиос.